# غاري إل. ستيوارت
غاري إل. ستيوارت (بالإنجليزية: Gary L. Stewart)‏ هو كاتب أمريكي، ولد في 26 فبراير 1953 في ستوكتون في الولايات المتحدة.